# Michel Bur
Michel Bur (Arc-lès-Gray, 30 de agosto de 1933) es un historiador y académico francés, especializado en la Edad Media.

## Biografía
Licenciado en Historia (1958), profesor adjunto en la Universidad de Lille III (1963-1967), profesor adjunto (1967-1970) y doctor en letras (1974), Michel Bur, profesor en la Universidad de Nancy 2, es a la vez historiador documental y arqueólogo. Está particularmente interesado en la región de laChampaña medieval y los asentamientos fortificados del este de Francia. A partir de 1968, dirigió las excavaciones de Vanault-le-Châtel (hasta 1980) y las del castillo de Épinal de 1984 a 1992. En 1977 publicó su tesis titulada La formation du comté de Champagne (vers 950-vers 1150). Más tarde escribió una biografía sobre el abad de Saint-Denis Suger. Fundamenta sus investigaciones arqueológicas sobre el impacto de los castillos (motas castrales) y el poblamiento champañés durante la Edad Media. Finalmente, finalizó la edición de las cartas de los condes de Champaña, en particular las de Enrique I de Champañal (1152-1181).
Profesor emérito de universidades, es miembro de la Academia de Inscripciones y Bellas Letras (presidente en 2016) y de la Academia Stanislas. Es también miembro del comité de trabajos históricos y científicos de la Sociedad de Agricultura, Comercio, Ciencias y Artes del departamento de Marne y presidente fundador del laboratorio de arqueología medieval de Nancy.

## Reconocimientos
- Premio Gobert de la Academia de Inscripciones y Bellas Letras (1978).[2]
- Premio Augustin-Thierry de la Academia Francesa (1992) .[5]

## Publicaciones principales
- La formation du comté de Champagne (vers 950-vers 1150), Nancy, PUN, 1977, 573 p.

- Chronique ou livre de fondation du monastère de Mouzon, présentation et édition, París, IRHT, 1989, 267 p.
- Suger, abbé de Saint-Denis, régent de France, París, Perrin, 1991, 350 p

- Aux origines du second réseau urbain. Les peuplements castraux dans les pays de l'Entre-Deux, Nancy, PUN, 1993, 385 p.
- Suger, La Geste de Louis VI et autres œuvres, París, Imprimerie nationale, 1994, 303 p.
- Inventaire des sites non monumentaux de Champagne, Reims, ARERS, 4 vol.,1972-1997.
- Le château, Typologie des sources du Moyen Âge occidental, Turnhout, Brepols, 1999, 165 p.
- Le château d'Épinal (XIIIe-XVIe s.), París, CTHS, 2002, 280 p., 204 ill.
- La Champagne médiévale, recueil d'articles, Langres, Éd. Dominique Guéniot, 2005, 792 p.
- Algérie 60. Mascara - Sétif, 1er janvier 1960-16 février 1961, París, Éd. L'Harmattan, 2012, 191 p.
- Recueil des actes d'Henri le Libéral, comte de Champagne : 1152-1181 (avec J. Benton), París, AIBL, 2013, 373 p.
- Une famille et sa maison. Vanault-le-Châtel-le-Châtel : XIIe – XIIIe siècle (avec J.P. Boureux), Nancy, PUN, 2013, 200 p.
- La Champagne médiévale dans son environnement politique, social et religieux (Xe – XIIIe siècles), París, AIBL, 2020, 444 p.